# Henrique de Bragança
Henrique João Nuno Miguel Gabriel Rafael de Bragança (6 de novembro de 1949 - 14 de fevereiro de 2017) foi um pretendente ao título de Infante de Portugal, filho mais novo de Duarte Nuno de Bragança, chefe da família real portuguesa, via o ramo Miguelista. Também foi pretendente ao título de Duque de Coimbra. 
O seu irmão mais velho, Duarte Pio de Bragança, é o atual pretendente e herdeiro da coroa de Portugal e atual chefe da família real portuguesa.

## Biografia
Henrique João de Bragança nasceu a 6 de novembro de 1949, em Berna, na Suíça, filho de Duarte Nuno de Bragança, pretendente ao trono de Portugal, e de Maria Francisca de Orléans e Bragança.
O seu nome completo terminava em Miguel Gabriel Rafael, uma tradição da Casa de Bragança que homenageia os três arcanjos da Igreja Católica.
Em 1950, as Leis do Banimento foram revogadas e a família de Henrique João foi autorizada a regressar a Portugal, o que aconteceu com os seus pais e irmãos mais velhos em 1952.

## Falecimento
Henrique João de Bragança faleceu a 14 de fevereiro de 2017, com 67 anos, em Ferragudo, Portugal.

## Títulos
Para além de ter sido pretendente ao título de Infante de Portugal, Henrique João de Bragança, foi pretendente ao título de Duque de Coimbra. Henrique João seria o 4º Duque de Coimbra, caso Portugal fosse uma monarquia constitucional. Foi sucedido na pretensa ao título de Duque de Coimbra por sua sobrinha, Maria Francisca de Bragança, filha do seu irmão Duarte Pio de Bragança. 
| Henrique de Bragança Casa de Bragança                  |                                 |                                                                        |
| Títulos em pretensão                                   |                                 |                                                                        |
| Precedido por: Augusto de Bragança 3º Duque de Coimbra | 4º Duque de Coimbra 1949 – 2017 | Sucedido por: Maria Francisca Isabel de Bragança 5ª Duquesa de Coimbra |